# Ashaninkacebus
Ashaninkacebus is een geslacht van uitgestorven primaten uit de groep van de Eosimiiformes die tijdens het Vroeg-Oligoceen in Zuid-Amerika leefde. De typesoort is Ashaninkacebus simpsoni.

## Fossiele vondsten
Een fossiele kies van Ashaninkacebus gevonden bij de Rio Juruá in de Braziliaanse deelstaat Acre en is ongeveer 34 miljoen jaar oud. 

## Kenmerken
Ashaninkacebus was een kleine aap met een formaat dat vergelijkbaar is met dan van sommige kleine oeistiti's uit het geslacht Callithrix. Het lichaamsgewicht wordt geschat op ongeveer 230 gram. Ashaninkacebus was vermoedelijk een insectivoor en mogelijk werd ook fruit gegeten.

## Verwantschap
Ashaninkacebus behoort tot de Eosimiiformes, een basale groep van apen die met name bekend is uit zuidelijk Azië. De vondst van Ashaninkacebus heeft aangetoond dat rond de overgang van het Eoceen naar het Oligoceen drie groepen apen voorkwamen in het westelijke deel van het Amazonegebied, naast de basale breedneusaap Perupithecus en Ucayalipithecus uit de Parapithecidae. De apen bereikten in het Eoceen Zuid-Amerika net als de cavia-achtigen vermoedelijk op drijfhout over de Atlantische Oceaan, die destijds minder breed was dan tegenwoordig, vanuit westelijk Afrika. Uiteindelijk overleefden alleen de breedneusapen op het continent.